# Piloña
Piloña est une commune (concejo aux Asturies) située dans la communauté autonome des Asturies en Espagne. Elle est bordée au nord par Villaviciosa et Colunga, à l'est par Parres, à l'ouest par Nava et Cabranes et au sud par Ponga, Caso, Sobrescobio et Laviana. Sa population est de 6822 habitants (INE 2023).

## Paroisses
Infiesto, située sur les rives de la rivière Piloña, est la capitale de la commune qui porte le nom de sa rivière. C'est le centre le plus peuplé du territoire, bien qu'il ait connu récemment un déclin dû à l'émigration (2 743 hab. en 2000, 2 380 hab. en 2021). La fête de la noisette, qui promeut sa culture et son utilisation dans la confiserie traditionnelle et moderne, est également importante. Le village est situé à 158 mètres au-dessus du niveau de la mer.
La commune de Piloña est composée de 24 paroisses civiles : 
- Anayo
- Artedosa (L'Arteosa)
- Beloncio (Belonciu)
- Borines (Boriñes)
- Cereceda (Cerecea)
- Coya
- Espinaredo (Espinaréu)
- Lodeña (Lludeña)
- La Marea
- Maza (Santana de Maza)
- Miyares
- Los Montes de Sevares (Los Montes)
- Pintueles
- Ques
- San Antoniu
- San Juan de Berbío (San Xuan de Berbío)
- San Román
- Sellón
- Sevares (Sebares)
- Sorribas (Sorribes)
- Tozo (El Tozu)
- Valle
- Vallobal
- Villamayor

## Personnalité
- Gonzalo Díaz de Pineda (v. 1499-1539), conquistador, y est né.

## Galerie

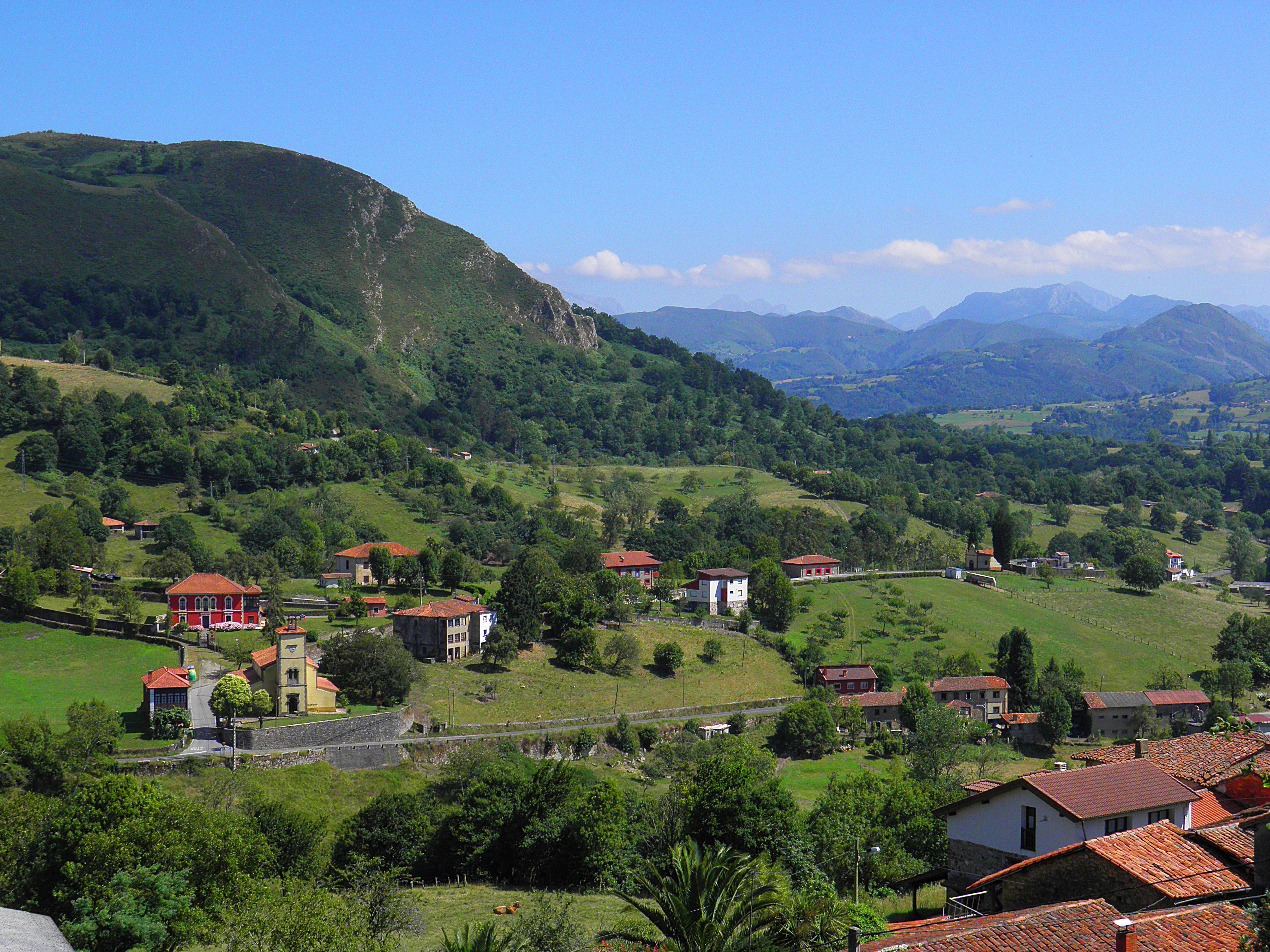
Borines.
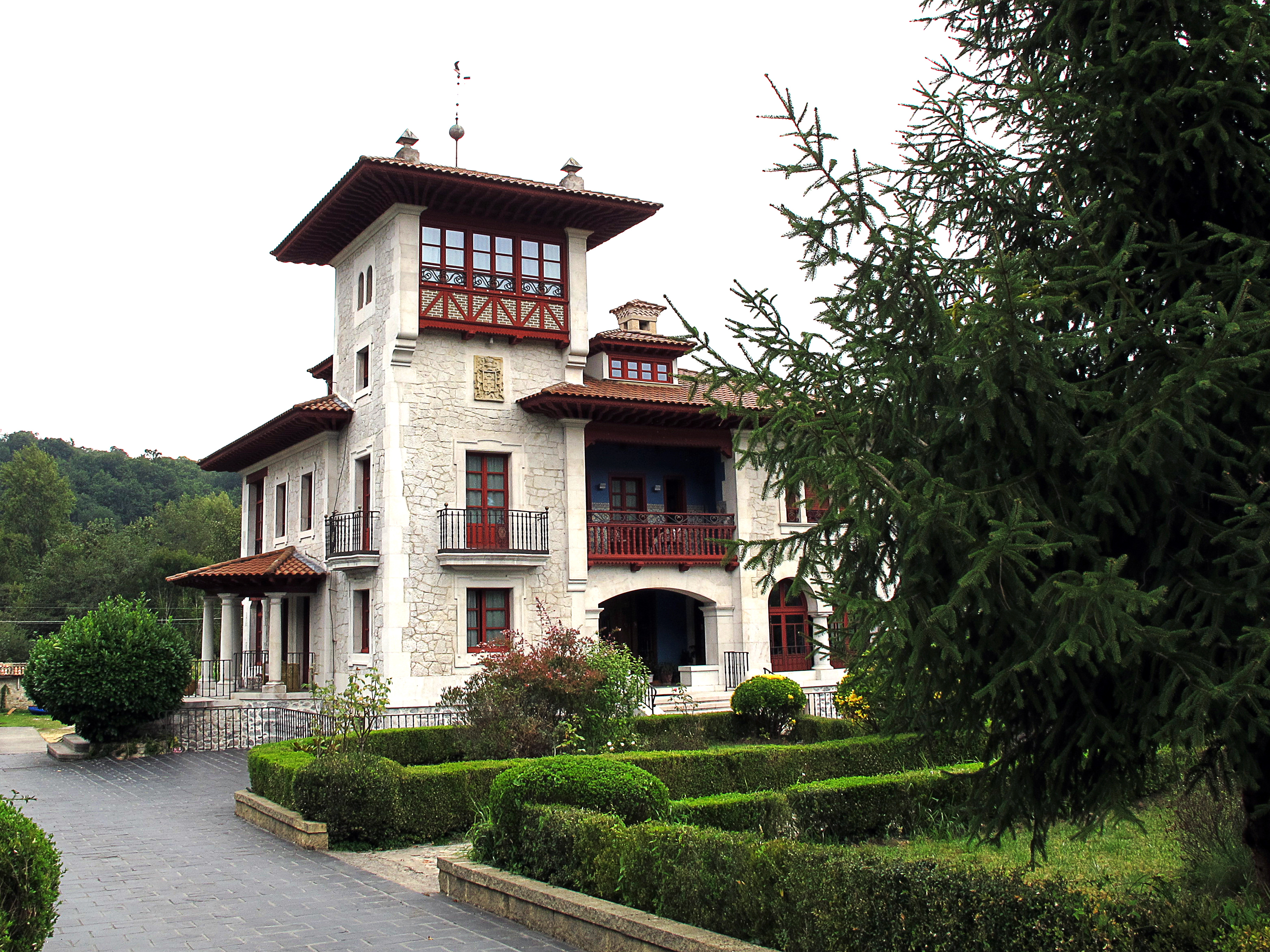
La villa Joaquina à Piloña.
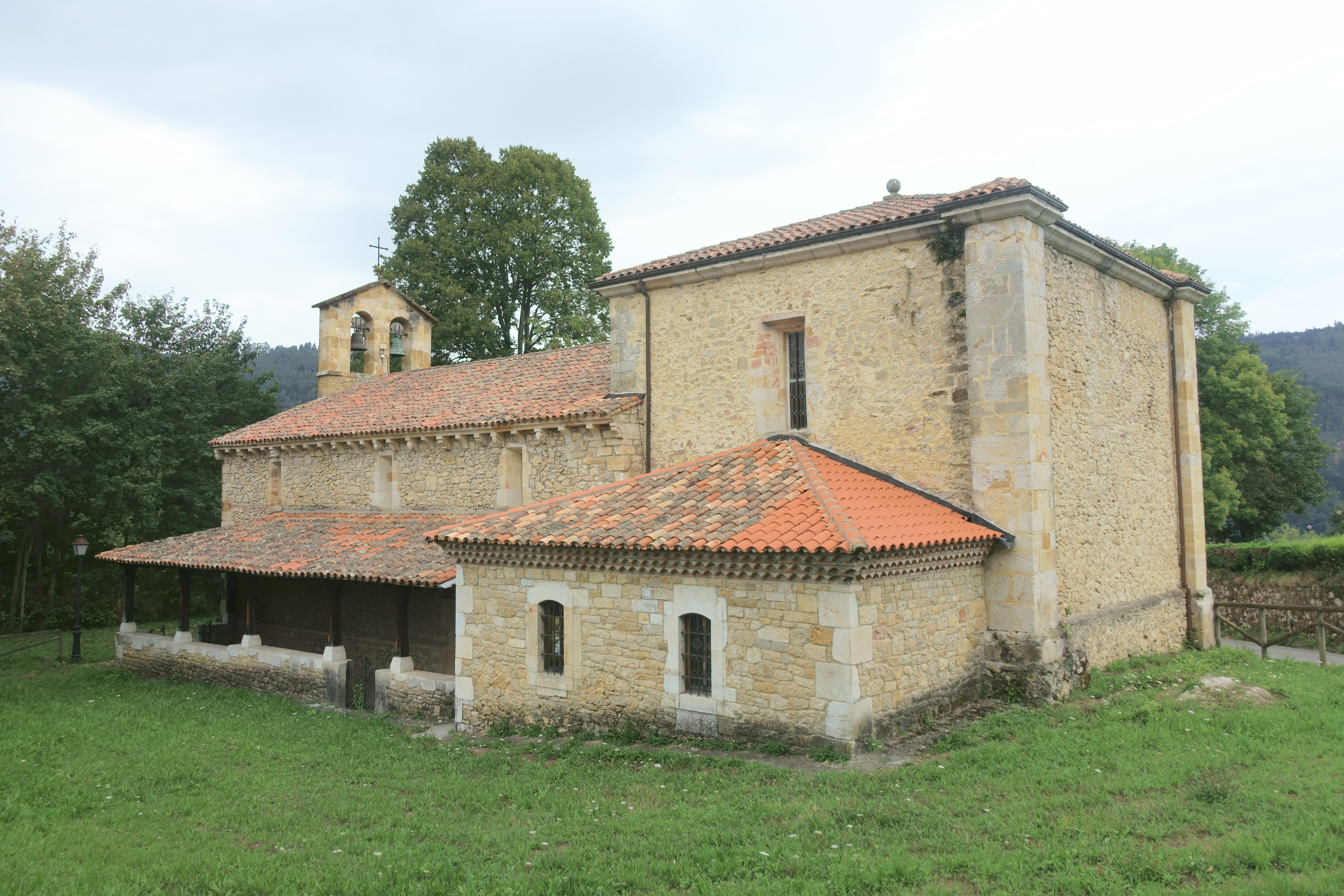
L'église de San Juan de Berbío (à Santianes près d'Infiesto).
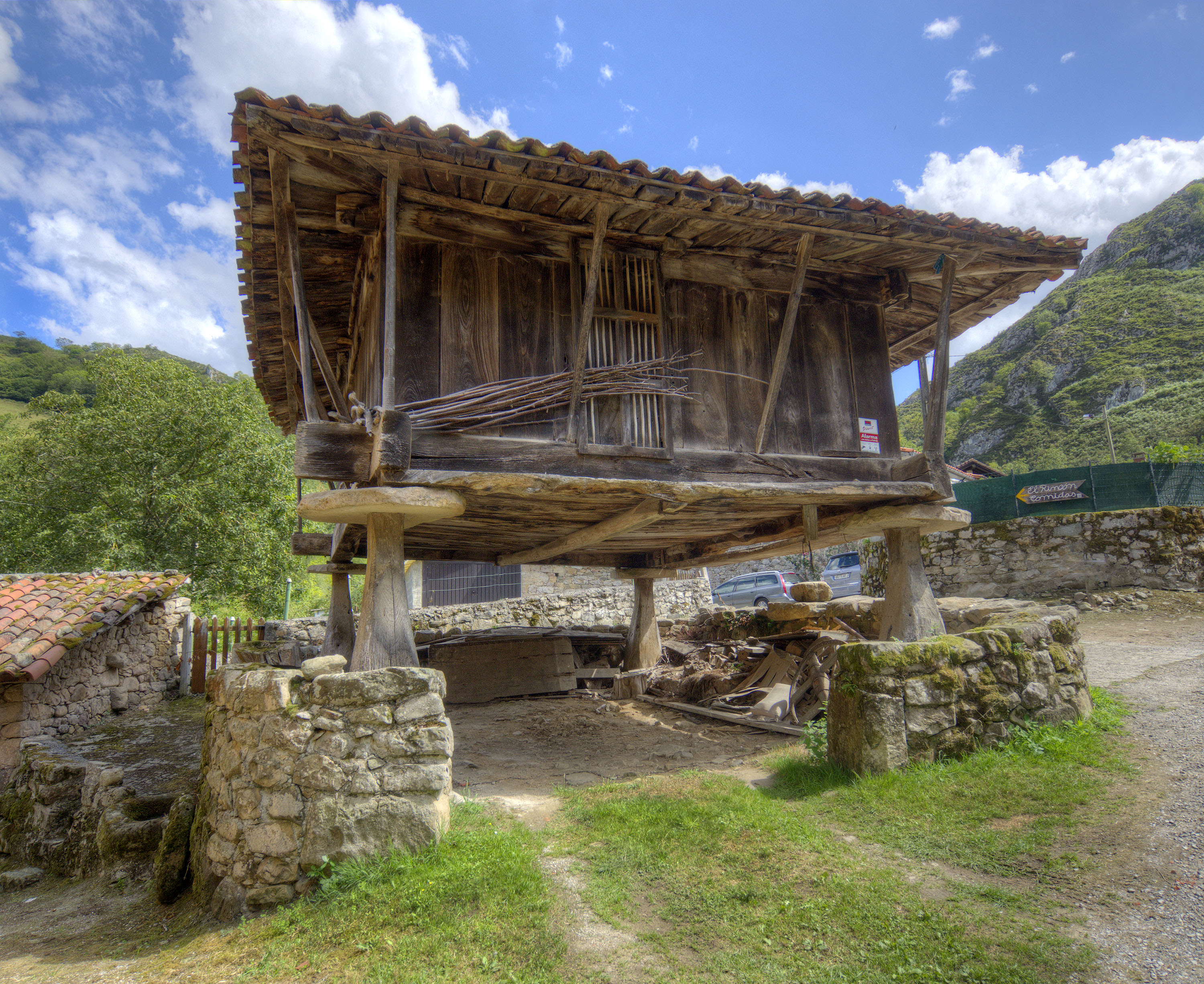
Hórreo asturien à Piloña.
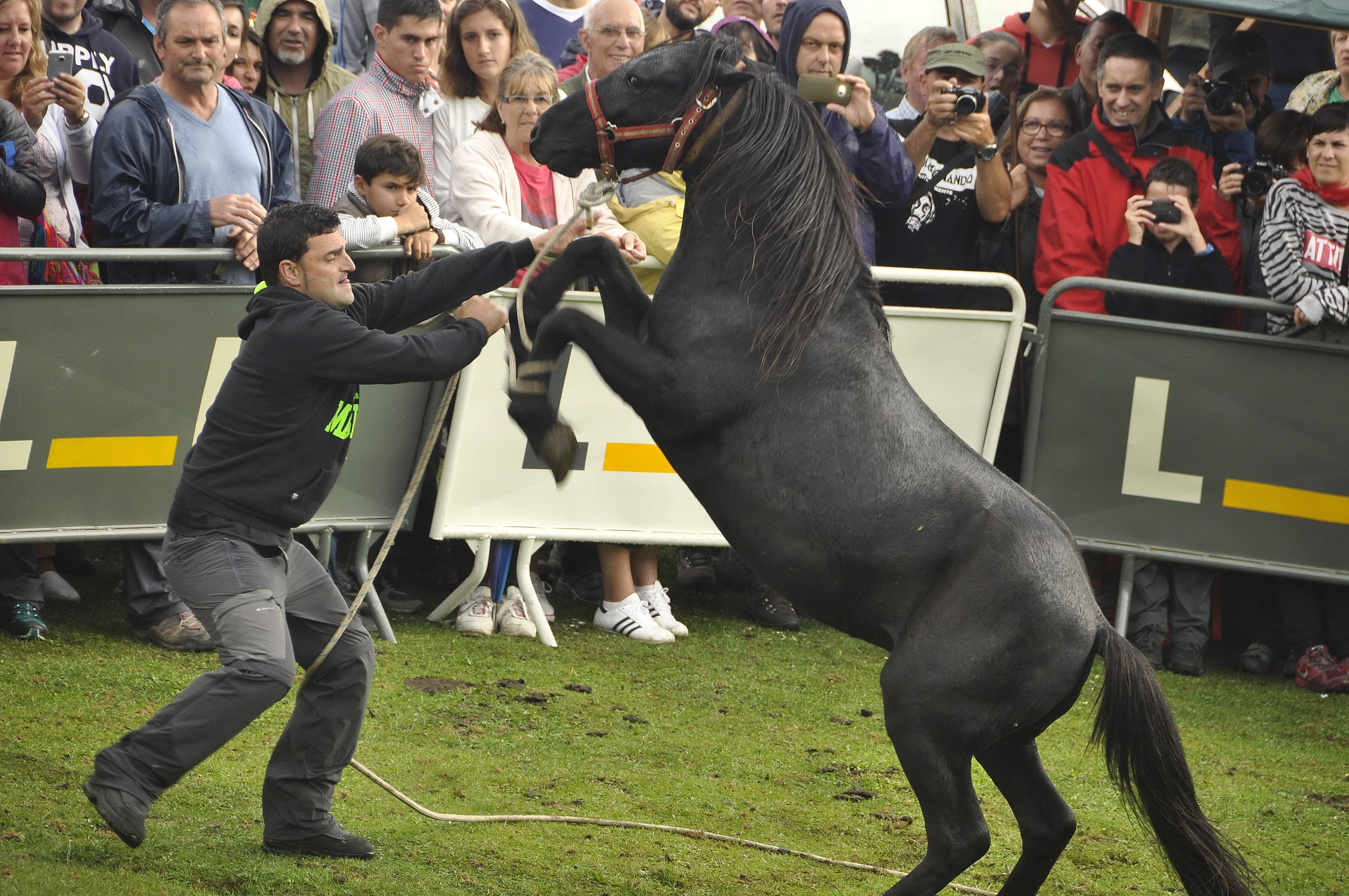
La fête de l'Asturcón à Majada de Espineres (Piloña).